# Pascal Mahé
Pascal Mahé (* 15. Dezember 1963 in Caen) ist ein ehemaliger französischer Handballnationalspieler und heutiger Handballtrainer. Zuletzt war er Trainer des französischen Vereins C’ Chartres Métropole handball.
Pascal Mahé spielte 1984 im Alter von 20 Jahren zum ersten Mal für die französische Nationalmannschaft, für die er insgesamt 297 Länderspiele bestritt. Er gehörte zur Mannschaft der Barjots, die die ersten Erfolge der französischen Handballnationalmannschaft verzeichnen konnte. 1992 gewann Mahé bei den Olympischen Spielen in Barcelona die Bronzemedaille, ein Jahr später bei der Weltmeisterschaft die Silbermedaille, und 1995 errang er sogar den Weltmeistertitel, als die Barjots in Island im Finale Kroatien mit 23:19 schlagen konnten.
Außerdem wurde er mit US Créteil (1989) und Montpellier HB (1995) jeweils einmal französischer Meister.
Er trainierte die A-Jugend sowie die 2. Mannschaft des TSV Bayer Dormagen und war Jugendtrainer des Deutschen Handballbundes.
In der Spielzeit 2012/13 trainierte er die Seniorenmannschaft und die B-Jugend der SG Ratingen 2011 in der Verbandsliga Niederrhein.
Pascal Mahé wechselte zum 1. Juni 2013 zum französischen Zweitligisten C’ Chartres Métropole handball. Nachdem der Verein 2015 unter seiner Leitung in die höchste französische Liga aufstieg, wurde Mahé im Oktober 2015 nach sieben verlorenen Spielen in Serie entlassen. Ab der Saison 2018/19 trainiert er Caen Handball.
Sein Sohn Kentin wurde im Oktober 2010 zum ersten Mal in das Aufgebot der französischen Handballnationalmannschaft berufen; 2015, 20 Jahre nach seinem Vater, und erneut 2017 wurde er ebenfalls Handballweltmeister. Neben Kentin hat Pascal noch einen Sohn und eine Tochter.

## Erfolge
- Olympische Sommerspiele in Barcelona: Bronzemedaille
- Weltmeisterschaft 1993: Silbermedaille
- Weltmeisterschaft 1995 in Island: Goldmedaille
- Zweimal französischer Meister